# マイニンテンドー

公式ロゴ

マイニンテンドー（英:My Nintendo）は、任天堂が2016年3月17日からウェブ上で開始した会員制サービスである。

## 概要
2015年9月30日に終了した会員制サービス「クラブニンテンドー」に代わる任天堂の新しい会員制サービス。「ニンテンドーアカウント」を持っていれば利用出来る。ニンテンドーネットワークIDでも利用できる（別途、新規登録が必要）。「クラブニンテンドー」では商品の購入のみに対するポイントプログラムだったが、「マイニンテンドー」はポイントプログラムも含む総合サービスとなる。
ユーザーのプロフィールや購入状況などからユーザーごとにお得なキャンペーンなどを紹介する「あなたへのおすすめ情報」「あなただけ割引（お誕生月割引）」などをお届けする。ウェブページでのダウンロード購入、ゲームの割引やデジタルコンテンツやグッズがもらえる新しいポイントプログラムもある。また今後クラウドデータ連携などサービス拡充予定でもある。
2017年1月23日、マイニンテンドーの新しいサービスである「My Nintendo Store」が開始された。

## ポイントプログラム
ポイントプログラムには2種類のポイントがあり、「ミッション」を達成する、ダウンロードソフトを購入する、マイニンテンドーポイント番号を利用するといった方法で獲得できる。

### プラチナポイント
任天堂が配信しているスマートフォン向けアプリを遊ぶ、ニンテンドーeショップにログインするなどの条件を満たすともらえるポイントで、デジタルコンテンツやオリジナルグッズと交換できる。

### ゴールドポイント
「ニンテンドー3DS」や「Wii U」「Nintendo Switch」のソフト（「Wii U」、「ニンテンドー3DS」のパッケージソフトは対象外）を購入するともらえるポイントで、ダウンロードソフトの割引クーポンと交換する事が出来る。

## ギフト
| 名称                                                                | 概要・備考                                | 消費ポイント                                                         |
| ------------------------------------------------------------------- | ----------------------------------------- | -------------------------------------------------------------------- |
| マリオの服                                                          | Miitomoで利用可能                         | プラチナポイント250                                                  |
| スーパーファミコンコントローラパーカ                                | Miitomoで利用可能                         | プラチナポイント200                                                  |
| みつばちの着ぐるみ                                                  | Miitomoで利用可能                         | プラチナポイント200                                                  |
| バイキングの帽子                                                    | Miitomoで利用可能                         | プラチナポイント200                                                  |
| インクタンク（オレンジ）                                            | Miitomoで利用可能                         | プラチナポイント150                                                  |
| インクタンク（ブルー）                                              | Miitomoで利用可能                         | プラチナポイント150                                                  |
| インクタンク（ライムグリーン）                                      | Miitomoで利用可能                         | プラチナポイント150                                                  |
| インクタンク（パープル）                                            | Miitomoで利用可能                         | プラチナポイント150                                                  |
| インクタンク（ターコイズ）                                          | Miitomoで利用可能                         | プラチナポイント150                                                  |
| インクタンク（ピンク）                                              | Miitomoで利用可能                         | プラチナポイント150                                                  |
| ゲームチケット                                                      | Miitomoで利用可能                         | プラチナポイント85                                                   |
| ゲームチケット × 5                                                  | Miitomoで利用可能                         | プラチナポイント420                                                  |
| ゲームチケット × 10                                                 | Miitomoで利用可能                         | プラチナポイント250                                                  |
| スターの服                                                          | Miitomoで利用可能                         | プラチナポイント200                                                  |
| けもののもこもこルームシューズ                                      | Miitomoで利用可能                         | プラチナポイント200                                                  |
| スーファミTシャツ（北米カラー）                                     | Miitomoで利用可能                         | プラチナポイント200                                                  |
| バトルアーマーメック（ボディ）                                      | Miitomoで利用可能                         | プラチナポイント50                                                   |
| バトルアーマーメック（メット）                                      | Miitomoで利用可能                         | プラチナポイント50                                                   |
| メトロイドロゴＴ                                                    | Miitomoで利用可能                         | プラチナポイント200                                                  |
| 頭にメトロイド                                                      | Miitomoで利用可能                         | なし                                                                 |
| ロボボアーマーT                                                     | Miitomoで利用可能                         | プラチナポイント200                                                  |
| カービィ＆キュービィT                                               | Miitomoで利用可能                         | プラチナポイント200                                                  |
| レモンのかぶりもの                                                  | Miitomoで利用可能                         | プラチナポイント200                                                  |
| シティグラフィックロンT                                             | Miitomoで利用可能                         | プラチナポイント200                                                  |
| 雪だるまのブローチ                                                  | Miitomoで利用可能                         | プラチナポイント100                                                  |
| 雪だるまイラストロンT                                               | Miitomoで利用可能                         | プラチナポイント150                                                  |
| あったか雪だるまパンツ                                              | Miitomoで利用可能                         | プラチナポイント150                                                  |
| ゴールドマリオ像                                                    | SUPER MARIO RUNで利用可能                 | プラチナポイント300                                                  |
| キノピオ                                                            | SUPER MARIO RUNで利用可能                 | なし                                                                 |
| コイン×1000                                                         | SUPER MARIO RUNで利用可能                 | プラチナポイント60                                                   |
| コイン×2000                                                         | SUPER MARIO RUNで利用可能                 | プラチナポイント100                                                  |
| コイン×3000                                                         | SUPER MARIO RUNで利用可能                 | プラチナポイント140                                                  |
| キノピオラリーチケット×5                                            | SUPER MARIO RUNで利用可能                 | プラチナポイント150                                                  |
| キノピオラリーチケット×10                                           | SUPER MARIO RUNで利用可能                 | プラチナポイント250                                                  |
| しろい花畑                                                          | SUPER MARIO RUNで利用可能                 | プラチナポイント30                                                   |
| レンガブロックE                                                     | SUPER MARIO RUNで利用可能                 | プラチナポイント100                                                  |
| オーブx10                                                           | ファイアーエムブレム ヒーローズで利用可能 | なし                                                                 |
| 万物の大結晶x500                                                    | ファイアーエムブレム ヒーローズで利用可能 | プラチナポイント100                                                  |
| スタミナ回復薬                                                      | ファイアーエムブレム ヒーローズで利用可能 | プラチナポイント100                                                  |
| 光の加護                                                            | ファイアーエムブレム ヒーローズで利用可能 | プラチナポイント100                                                  |
| 対戦権の剣                                                          | ファイアーエムブレム ヒーローズで利用可能 | プラチナポイント100                                                  |
| 万物の結晶x500                                                      | ファイアーエムブレム ヒーローズで利用可能 | プラチナポイント100                                                  |
| 【20%割引】マリオカート8                                            | ダウンロード版購入時に割引がされる        | プラチナポイント950 ゴールドポイント80                               |
| 【20%割引】Miitopia（ミートピア）                                   | ダウンロード版購入時に割引がされる        | プラチナポイント800                                                  |
| 【20%割引】Dr. LUIGI & 細菌撲滅                                     | ダウンロード版購入時に割引がされる        | プラチナポイント230                                                  |
| 【20%割引】New スーパーマリオブラザーズ 2                           | ダウンロード版購入時に割引がされる        | プラチナポイント750 ゴールドポイント110                              |
| 【20%割引】ものすごく脳を鍛える5分間の鬼トレーニング                | ダウンロード版購入時に割引がされる        | プラチナポイント600                                                  |
| 【40%割引】ゼルダの伝説 ムジュラの仮面 3D                           | ダウンロード版購入時に割引がされる        | ゴールドポイント130                                                  |
| 【40%割引】ファミコンリミックス ベストチョイス                      | ダウンロード版購入時に割引がされる        | ゴールドポイント105                                                  |
| 【50%割引】マリオ＆ドンキーコング ミニミニカーニバル                | ダウンロード版購入時に割引がされる        | ゴールドポイント50                                                   |
| 【40%割引】New スーパーマリオブラザーズ U                           | ダウンロード版購入時に割引がされる        | ゴールドポイント160 ゴールドポイント140                              |
| 【50%割引】METROID Other M                                          | ダウンロード版購入時に割引がされる        | Wiiディスクソフト ダウンロード版 ゴールドポイント90                  |
| 【50%割引】スーパーマリオギャラクシー                               | ダウンロード版購入時に割引がされる        | Wiiディスクソフト ダウンロード版 プラチナポイント90                  |
| 【50%割引】カービィシリーズ3DSダウンロードソフト                    | ダウンロード版購入時に割引がされる        | カービィファイターズZ、デデデ大王のデデデでデンZ プラチナポイント150 |
| 【10%割引】ルイージマンション2                                      | ダウンロード版購入時に割引がされる        | プラチナポイント250                                                  |
| 【20%割引】ピクミン3                                                | ダウンロード版購入時に割引がされる        | プラチナポイント950                                                  |
| 【10%割引】トモダチコレクション 新生活                              | ダウンロード版購入時に割引がされる        | プラチナポイント250                                                  |
| 【10%割引】とびだせ どうぶつの森                                    | ダウンロード版購入時に割引がされる        | プラチナポイント250                                                  |
| 【20%割引】ゼルダ無双                                               | ダウンロード版購入時に割引がされる        | ゴールドポイント90                                                   |
| 【20%割引】ゼルダ無双 ハイラルオールスターズ                        | ダウンロード版購入時に割引がされる        | ゴールドポイント75                                                   |
| 【30%割引】とびだす!にゃんこ大戦争                                  | ダウンロード版購入時に割引がされる        | プラチナポイント180                                                  |
| 【30%割引】ハコボーイ!                                              | ダウンロード版購入時に割引がされる        | プラチナポイント150                                                  |
| 【30%割引】スーパーマリオギャラクシー2                              | ダウンロード版購入時に割引がされる        | Wiiディスクソフト ダウンロード版 プラチナポイント600                 |
| 【30%割引】ゼルダの伝説 神々のトライフォース2                       | ダウンロード版購入時に割引がされる        | ゴールドポイント95                                                   |
| 【30%割引】XenobladeX ゼノブレイドクロス                            | ダウンロード版購入時に割引がされる        | ゴールドポイント160                                                  |
| 【50%割引】蒼き雷霆 ガンヴォルト                                    | ダウンロード版購入時に割引がされる        | ゴールドポイント70                                                   |
| 【30%割引】大開拓時代 ～街をつくろう～                              | ダウンロード版購入時に割引がされる        | プラチナポイント180                                                  |
| 【40%割引】ピクロスe                                                | ダウンロード版購入時に割引がされる        | プラチナポイント150                                                  |
| 【40%割引】ピクロスe2                                               | ダウンロード版購入時に割引がされる        | プラチナポイント150                                                  |
| 【40%割引】ピクロスe3                                               | ダウンロード版購入時に割引がされる        | プラチナポイント150                                                  |
| 【40%割引】ピクロスe4                                               | ダウンロード版購入時に割引がされる        | プラチナポイント150                                                  |
| 【40%割引】ピクロスe5                                               | ダウンロード版購入時に割引がされる        | プラチナポイント150                                                  |
| 【40%割引】ピクロスe6                                               | ダウンロード版購入時に割引がされる        | プラチナポイント150                                                  |
| 【20%割引】スーパーマリオメーカー                                   | ダウンロード版購入時に割引がされる        | プラチナポイント750                                                  |
| 【30%割引】Dr. MARIO ギャクテン!特効薬 & 細菌撲滅                   | ダウンロード版購入時に割引がされる        | ゴールドポイント20                                                   |
| 【30%割引】スーパーマリオブラザーズ                                 | ダウンロード版購入時に割引がされる        | ニンテンドー3DS用バーチャルコンソール ゴールドポイント20             |
| 【30%割引】スーパーマリオワールド                                   | ダウンロード版購入時に割引がされる        | Newニンテンドー3DS用バーチャルコンソール ゴールドポイント30          |
| 【30%割引】ファイアーエムブレム 聖戦の系譜                          | ダウンロード版購入時に割引がされる        | Newニンテンドー3DS用バーチャルコンソール プラチナポイント200         |
| 【30%割引】ファイアーエムブレム 紋章の謎                            | ダウンロード版購入時に割引がされる        | Newニンテンドー3DS用バーチャルコンソール プラチナポイント200         |
| 【30%割引】ファイアーエムブレム 烈火の剣                            | ダウンロード版購入時に割引がされる        | Wii U用バーチャルコンソール プラチナポイント150                      |
| 【30%割引】ファイアーエムブレム 聖魔の光石                          | ダウンロード版購入時に割引がされる        | Wii U用バーチャルコンソール プラチナポイント150                      |
| 【30%割引】ファイアーエムブレム 封印の剣                            | ダウンロード版購入時に割引がされる        | Wii U用バーチャルコンソール プラチナポイント150                      |
| 【30%割引】Newニンテンドー3DS専用 Xenoblade ゼノブレイド            | ダウンロード版購入時に割引がされる        | ゴールドポイント80                                                   |
| 【30%割引】Xenoblade ゼノブレイド                                   | ダウンロード版購入時に割引がされる        | Wiiディスクソフト ダウンロード版 ゴールドポイント55                  |
| 【50%割引】New スーパーマリオブラザーズ Wii                         | ダウンロード版購入時に割引がされる        | Wiiディスクソフト ダウンロード版 ゴールドポイント100                 |
| 【50%割引】New スーパーマリオブラザーズ                             | ダウンロード版購入時に割引がされる        | Wii U用バーチャルコンソール ゴールドポイント35                       |
| 【20%割引】桃太郎電鉄2017 たちあがれ日本!!                          | ダウンロード版購入時に割引がされる        | ゴールドポイント80                                                   |
| 【20%割引】Tank Troopers                                            | ダウンロード版購入時に割引がされる        | プラチナポイント120                                                  |
| 【40%割引】ファイアーエムブレム トラキア776                         | ダウンロード版購入時に割引がされる        | ニンテンドー3DS用バーチャルコンソール ゴールドポイント30             |
| 【40%割引】ファイアーエムブレム 外伝                                | ダウンロード版購入時に割引がされる        | ニンテンドー3DS用バーチャルコンソール ゴールドポイント15             |
| 【20%割引】カタチ新発見! 立体ピクロス2                              | ダウンロード版購入時に割引がされる        | プラチナポイント500                                                  |
| 【40%割引】カタチ新発見! 立体ピクロス2                              | ダウンロード版購入時に割引がされる        | ゴールドポイント100                                                  |
| 【40%割引】ゼルダの伝説 神々のトライフォース                        | ダウンロード版購入時に割引がされる        | Newニンテンドー3DS用バーチャルコンソール ゴールドポイント30          |
| 【40%割引】ゼルダの伝説 時のオカリナ                                | ダウンロード版購入時に割引がされる        | Wii U用バーチャルコンソール ゴールドポイント40                       |
| 【40%割引】ゼルダの伝説 ムジュラの仮面                              | ダウンロード版購入時に割引がされる        | Wii U用バーチャルコンソール ゴールドポイント40                       |
| 【40%割引】ファイアーエムブレム 紋章の謎                            | ダウンロード版購入時に割引がされる        | Wii U用バーチャルコンソール ゴールドポイント30                       |
| 【40%割引】ファイアーエムブレム 聖戦の系譜                          | ダウンロード版購入時に割引がされる        | Wii U用バーチャルコンソール ゴールドポイント30                       |
| 新・光神話 パルテナの鏡 3Dアニメ 空飛ぶ木馬 その1                   | ニンテンドー3DS用ダウンロードソフト       | プラチナポイント80                                                   |
| 新・光神話 パルテナの鏡 3Dアニメ 空飛ぶ木馬 その2                   | ニンテンドー3DS用ダウンロードソフト       | プラチナポイント80                                                   |
| 新・光神話 パルテナの鏡 3Dアニメ 空飛ぶ木馬 その3                   | ニンテンドー3DS用ダウンロードソフト       | プラチナポイント80                                                   |
| 新・光神話 パルテナの鏡 3Dアニメ メデューサの逆襲                   | ニンテンドー3DS用ダウンロードソフト       | プラチナポイント80                                                   |
| 新・光神話 パルテナの鏡 3Dアニメ おいかけて                         | ニンテンドー3DS用ダウンロードソフト       | プラチナポイント80                                                   |
| 新・光神話 パルテナの鏡 3Dアニメ おいかけられて                     | ニンテンドー3DS用ダウンロードソフト       | プラチナポイント80                                                   |
| ゼルダの伝説 オーケストラ収録映像 ゼルダの伝説 メインテーマ         | ニンテンドー3DS用ダウンロードソフト       | プラチナポイント100                                                  |
| ゼルダの伝説 オーケストラ収録映像 女神の詩                          | ニンテンドー3DS用ダウンロードソフト       | プラチナポイント100                                                  |
| ゼルダの伝説 オーケストラ収録映像 大妖精のテーマ                    | ニンテンドー3DS用ダウンロードソフト       | プラチナポイント100                                                  |
| カルドセプト リボルト スタートダッシュVer.                          | ニンテンドー3DS用ダウンロードソフト       | プラチナポイント500                                                  |
| 『カルドセプト リボルト』追加コンテンツ：ブックカバー ソルティス    |                                           | プラチナポイント50                                                   |
| マイニンテンドーピクロス ゼルダの伝説トワイライトプリンセス         | ニンテンドー3DS用ダウンロードソフト       | プラチナポイント1000                                                 |
| ミニマリオ & フレンズ amiiboチャレンジ（ニンテンドー3DS版）         | ニンテンドー3DS用ダウンロードソフト       | プラチナポイント150                                                  |
| ミニマリオ & フレンズ amiiboチャレンジ（Wii U版）                   | Wii U用ダウンロードソフト                 | プラチナポイント150                                                  |
| スーパーマリオ64                                                    | Wii U用バーチャルコンソール               | ゴールドポイント120                                                  |
| New スーパーマリオブラザーズ U追加コンテンツ New スーパールイージ U |                                           | ゴールドポイント240                                                  |
| ピクミン3追加コンテンツ 「原生生物を倒せ！」7～10セット             |                                           | ゴールドポイント30                                                   |
| さわるメイドインワリオ                                              | ニンテンドー3DS用ニンテンドーDSiウェア    | プラチナポイント1000                                                 |
| スーパーマリオランド2 6つの金貨                                     | ニンテンドー3DS用バーチャルコンソール     | ゴールドポイント50                                                   |
| ドンキーコング リターンズ                                           | Wiiディスクソフト ダウンロード版          | ゴールドポイント320                                                  |
| メトロイド フュージョン                                             | Wii U用バーチャルコンソール               | ゴールドポイント85                                                   |
| スーパーパンチアウト!!                                              | Wii U用バーチャルコンソール               | ゴールドポイント100                                                  |
| マイニンテンドー テーマ1：マリオ                                    | ニンテンドー3DS用テーマ                   | プラチナポイント200                                                  |
| マイニンテンドー テーマ2：ドンキーコング                            | ニンテンドー3DS用テーマ                   | プラチナポイント200                                                  |
| マイニンテンドー テーマ3：リンク                                    | ニンテンドー3DS用テーマ                   | プラチナポイント200                                                  |
| マイニンテンドー テーマ4：サムス                                    | ニンテンドー3DS用テーマ                   | プラチナポイント200                                                  |
| マイニンテンドー テーマ5：しずえ                                    | ニンテンドー3DS用テーマ                   | プラチナポイント200                                                  |
| 『ゼルダの伝説』30周年テーマ                                        | ニンテンドー3DS用テーマ                   | プラチナポイント300                                                  |
| 『星のカービィ 25th Anniversary』テーマ                             | ニンテンドー3DS用テーマ                   | ゴールドポイント20                                                   |